# Група 47
„Група 47“ (на немски: Gruppe 47) е свободно литературно сдружение на немскоезични писатели, основано през 1947 г. от Ханс Вернер Рихтер. То определя облика на културния живот в Западна Германия до края на 1960-те години, когато сдружението прекратява съществуването си.

## Предистория
След разрухата на Германия от Втората световна война германската книжовност слиза на „нулевата точка“ в своето развитие – настъпва „епоха на изсечената гора“, възниква т.нар. „литература на развалините“. През 1946 г., след завръщането си от САЩ, където е прекарал година във военнопленнически лагер, писателят Алфред Андерш започва заедно с Ханс Вернер Рихтер да издава в Мюнхен списанието „Дер Руф“ („Призив“) с подзаглавие „Независим орган на младото поколение“. Програмата му предвижда политическо обновление на Германия в тясно сътрудничество с младите сили на Европа. Списанието се обявява за независима демокрация в страната, критикува съществуващите партии и политическите спекулации, напада разпоредбите на окупационните сили. През април 1947 г. американските власти принуждават Андерш да напусне редакцията. Скоро списанието бива забранено и прекратява съществуването си, след като са излезли само 16 броя. През юли същата година сътрудници на „Дер Руф“ основават ново литературно списание под заглавие „Дер Скорпион“, преди всичко с намерението да се срещат периодически, да четат свои непубликувани ръкописи и да ги обсъждат.

## Възникване
През септември 1947 г. Ханс Вернер Рихтер поканва на поредната среща по-широк кръг писатели и обявява създаването на свободното литературно сдружение „Група 47“. Групата се сформира като приятелски и дискусионен кръг без определена политическа и естетическа платформа. Въпреки това тя избира своите членове по неписан морално-политически принцип – на заседанията ѝ, провеждани 2 пъти годишно, не се канят писатели, заподозрени в милитаристични, нацистки или крайно консервативни убеждения. В художествено отношение „Група 47“ проявява толерантност към всички стилистични направления. Все пак в началото повечето писатели се стремят към прост, но изразителен реализъм, пример за който са разказите и романите на Хайнрих Бьол. Едва с течение на годините се установяват по-големи различия в творческите методи – през 1950-те години с наградата на „Група 47“ биват отличени разказите на Мартин Валзер, силно повлияни от стила на Франц Кафка, а също изтънчената проза на Илзе Айхингер, херметичните стихове на Ингеборг Бахман, както и първата глава от романа на Гюнтер Грас „Тенекиеният барабан“. Сред поканените от Ханс Вернер Рихтер вече има и чуждестранни писатели, критици и други гости.

## Влияние
Поради участието в заседанията на видни представители на новата немска и чуждестранна литература „Група 47“ бързо става определящ фактор в книжовния живот на Федерална република Германия.

## Разпадане
Малко преди началото на студентското движение през 1968 г. групата се разпада поради възникналите в нея политически разногласия.

## Литературна награда на „Група 47“
През 1950 г. сдружението учредява своя литературна награда, която се присъжда като поощрение за още неизвестни писатели.
Паричната стойност на наградата варира от 1000 до 7000 западногермански марки в зависимост от спонсорството.
Носители на наградата
- 1950: Гюнтер Айх – за стихотворения от книгата „Отдалечени дворове“
- 1951: Хайнрих Бьол – за сатирата „Черните овце“
- 1952: Илзе Айхингер – за разказа „Огледална история“
- 1953: Ингеборг Бахман – за четири стихотворениа от книгата „Разсроченото време“
- 1954: Адриан Мориен – за сатирата „Прекаленото гостоприемство прогонва гостите“
- 1955: Мартин Валзер – за разказа „Краят на Темплоне“
- 1958: Гюнтер Грас – за първата глава на романа „Тенекиеният барабан“
- 1962: Йоханес Бобровски – за стихотворения от книгата „Сарматско време“
- 1965: Петер Биксел – за четенето на откъс от романа „Годишните времена“
- 1967: Юрген Бекер – за четенето от ръкопис на „Покрайнини“

## По-важни участници в срещите
- Херберт Айзенрайх (1953)
- Гюнтер Айх (1948)
- Илзе Айхингер (1951)
- Карл Амери (1955)
- Алфред Андерш (1947)
- Ернст Аугустин (1966)
- Конрад Байер (1963)
- Райнхард Баумгарт (1962)
- Ингеборг Бахман (1952)
- Юрген Бекер (1960)
- Волфганг Бехлер (1947)
- Петер Биксел (1964)
- Хорст Бинек (1967)
- Йоханес Бобровски (1960)
- Николас Борн (1964)
- Елизабет Борхерс (1964)
- Ханс Кристоф Бух (1963)
- Хайнрих Бьол (1951)
- Волфганг Вайраух (1951)
- Петер Вайс (1962)
- Мартин Валзер (1953)
- Дитер Велерсхоф (1963)
- Гунтрам Веспер (1967)
- Габриеле Воман (1960)
- Гюнтер Грас (1955)
- Фридрих Кристиан Делиус (1964)
- Мило Дор (1951)
- Танкред Дорст (1967)
- Гизела Елснер (1958)
- Ханс Магнус Енценсбергер (1955)
- Йоханес Марио Зимел (1953)
- Валтер Йенс (1950)
- Бернд Йенцш (1961)
- Уве Йонзон (1960)
- Валтер Кемповски (1972)
- Херман Кестен (1950)
- Ерих Кестнер (1955)
- Александер Клуге (1962)
- Карл Кролов (1952)
- Михаел Крюгер (1967)
- Гюнтер Кунерт (1965)
- Барбара Кьониг (1950)
- Зигфрид Ленц (1952)
- Херман Ленц (1951)
- Яков Линд (1962)
- Карл Микел (1965)
- Паул Ницон (1964)
- Хелга М. Новак (1966)
- Криста Райниг (1964)
- Марсел Райх-Раницки (1958)
- Луизе Ринзер (1949)
- Ханс Вернер Рихтер (1947)
- Петер Рюмкорф (1960)
- Хуберт Фихте (1963)
- Ерих Фрид (1963)
- Барбара Фришмут (1967)
- Франц Фюман (1965)
- Кристоф Хайн (1990)
- Хелмут Хайсенбютел (1955)
- Петер Хандке (1966)
- Гюнтер Хербургер (1964)
- Петер Хертлинг (1965)
- Волфганг Хилдесхаймер (1951)
- Валтер Хьолерер (1954)
- Паул Целан (1952)
- Хайнц Чеховски (1990)
- Ханс Йоахим Шедлих (1990)
- Роберт Шиндел (1990)
- Ролф Шнайдер (1965)
- Волфдитрих Шнуре (1947)